# Анкені (Айова)
Анкені (англ. Ankeny) — місто (англ. city) в США, в окрузі Полк штату Айова. Населення — 67 887 осіб (2020).

## Географія
Анкені розташоване за координатами 41°43′40″ пн. ш. 93°36′12″ зх. д. / 41.72778° пн. ш. 93.60333° зх. д. (41.727890, -93.603196).  За даними Бюро перепису населення США в 2010 році місто мало площу 75,96 км², уся площа — суходіл.

## Демографія
Згідно з переписом 2010 року, у місті мешкали 45 582 особи в 17 433 домогосподарствах у складі 12 087 родин. Густота населення становила 600 осіб/км².  Було 18339 помешкань (241/км²).
Расовий склад населення:
| - 94,7 % — білих - 2,0 % — азіатів - 1,2 % — чорних або афроамериканців - 0,1 % — вихідців з тихоокеанських островів - 0,1 % — корінних американців |

До двох чи більше рас належало 1,3 %. Частка іспаномовних становила 2,3 % від усіх жителів.
За віковим діапазоном населення розподілялося таким чином: 27,7 % — особи молодші 18 років, 64,0 % — особи у віці 18—64 років, 8,3 % — особи у віці 65 років та старші. Медіана віку мешканця становила 31,9 року. На 100 осіб жіночої статі у місті припадало 96,0 чоловіків;  на 100 жінок у віці від 18 років та старших — 92,3 чоловіків також старших 18 років.
Середній дохід на одне домашнє господарство  становив 85 337 доларів США (медіана — 75 465), а середній дохід на одну сім'ю — 99 942 долари (медіана — 90 909). Медіана доходів становила 59 833 долари для чоловіків та 41 994 долари для жінок. За межею бідності перебувало 7,8 % осіб, у тому числі 7,1 % дітей у віці до 18 років та 2,4 % осіб у віці 65 років та старших.
Цивільне працевлаштоване населення становило 28 948 осіб. Основні галузі зайнятості: освіта, охорона здоров'я та соціальна допомога — 25,1 %, фінанси, страхування та нерухомість — 16,4 %, роздрібна торгівля — 10,9 %, науковці, спеціалісти, менеджери — 9,6 %.